# Sassi Nagy Lajos
Sassi Nagy Lajos, névváltozat: Sassy, született: Nagy Lajos (Lasztomér [ma: Nagymihály, Zemplén megye], 1867. február 5. – Maglód, 1945. november 19.) polgári és felső kereskedelmi iskolai tanár, igazgató.

## Élete
Nagy Gábor önálló szíjgyártó és Szentmiklósi Terézia fia. Iskoláit Sárospatakon és Budapesten végezte; az utóbbi helyen 1891-ben polgáriskolai tanári oklevelet nyert. 1891-től 1894-ig a homonnai polgári és középkereskedelmi iskolánál működött; 1894-től pedig a szegedi első polgári és felső kereskedelmi iskola tanára volt. 1897. július 14-én Orosházán házasságot kötött a balassagyarmati születésű Angyal Mária Annával, akitől 1910-ben elvált. Nyugalomba vonulása alkalmából a kormányzó a vallás- és közoktatási miniszter előterjesztésére 1929-ben a felsőkereskedelmi iskolai igazgató címet adományozta számára. Második felesége Kovács Janka volt.

## Cikkei
Pedagógiai, nyelvészeti, szépirodalmi cikkeket és költeményeket írt a következő lapokba és folyóiratokba: Nemzeti Iskola, Magyar Nyelvőr, Zemplén, Sátoralja, Szatmár, Nagy-Károly és Vidéke, Lapok, Hazánk, Pesti Napló, Pesti Hirlap sat. Cikkei a Fővárosi Lapokban (1894. 136. sz. A magyar ujságok stilusa, 1897. 37. sz. A 25 éves Magyar Nyelvőr); a Felső Nép- és Polgáriskolai Közlönyben (1896. A «Jelenkor» három szó pályázatáról, 1898. Szózat az iskolák helyes magyarsága érdekében); a Nyelvőrben (1896. Át van fejezve); a Néptanitók Lapjában (1897. Brassai Sámuel, Vajda János, A magyar nyelv válsága, 1898. Szózat az iskolák helyes magyarsága ügyében); a Kereskedelmi Szakoktatásban (1899. Szózat iskoláink helyes magyarsága ügyében, 1900. Tóth Béla és a magyar kereskedelmi nyelv, kereskedelmi helyes magyarság).

## Könyvei
- Mi módon lehetne az iskolai nyelvromláson segíteni s a helyes magyarságot megvalósítani. Szeged, 1899. (Ism. Magyar Hirlap 64. sz., Polgáriskolai Közlöny 179. I.).
- A XX. század ipari népnevelői. Szeged, 1902. (Ism. Vasárnapi Ujság 25. sz.).
- Magyarország oknyomozó történelme dióhéjban, táblázatokkal s levezetésekkel ellátva érettségi, tanítóképesítő s egyéb vizsgálatra készülők számára. Szeged, Schulhof, [1903].
- Magyar irodalomtörténet dióhéjban. Táblázatokkal és levezetésekkel ellátva, érettségi, tanítóképesítő és egyéb vizsgálatra készülők számára. Szeged, 1908.
- A magyar - török - balkán gazdasági összeköttetés. Budapest, 1908.
- A turánizmus, mint nemzeti, faji és világeszme. Budapest, 1918.
- Hogyan biztosítható a magyar jövő? Budapest, Athenaeum Ny., [1923].